# دانشکده مدیریت و حسابداری دانشگاه تهران
دانشکده مدیریت و حسابداری دانشگاه تهران یکی از دانشکده های وابسته به دانشگاه تهران است که در مجموعه دانشکدگان فارابی این دانشگاه واقع شده است. داوطلبان پذیرش در دوره روزانه و رایگان رشته های مدیریتی و مالی دانشگاه تهران، می‌توانند علاوه بر این دانشکده ، دانشکدگان مدیریت را برای تحصیل در رشته های نامبرده انتخاب کنند زیرا رشته های مدیریتی دانشگاه تهران ، همزمان در هر دو واحد دانشگاهی ارائه می‌شوند. فارغ التحصیلان هر دو واحد ، به عنوان فارغ التحصیل دانشگاه تهران شناخته می‌شوند و مدرک مشابهی را از دانشگاه تهران دریافت می‌کنند.

## فارغ‌التحصیلان نام‌آور
دانشکده مدیریت و حسابداری، محل تحصیل برخی از فارغ‌التحصیلان نام‌آور دانشگاه تهران از جمله عادل فردوسی پور، محمد مقیمی (رئیس دانشگاه تهران) و... بوده است.